# کانتینر کورپوریشن هند
کانتینر کورپوریشن هند (انگلیسی: Container Corporation of India) شرکت ترابری هندی است، که در سال ۱۹۸۸ تأسیس شد.